# Nicecactus
Nicecactus est une plateforme en ligne de tournois esport qui propose aux joueurs des tournois gaming compétitifs sur plus de 35 jeux différents, ainsi que des solutions d'entraînement et de suivi de leurs performances,.
Entreprise fondée en 2017 à Sophia Antipolis (France).
La plateforme technologique Nicecactus organise 2000 tournois esport par mois pour 2,1 millions d'utilisateurs.
Le 15 Janvier 2021, Nicecactus a obtenu le label Service France Garanti. Cette certification a été décernée par Franck Riester, le Ministre délégué du commerce extérieur et de l'attractivité de France.

## Monaco Gaming Show
Le Monaco Gaming Show est un tournoi international esport organisé chaque année par la Monaco Esports Fédération (MeSF) et Nicecactus,. Initié en 2020, cet événement voit réunir les meilleures équipes esportives du monde.
Le Monaco Gaming Show permet aux joueurs de jeux vidéo de s’affronter sur trois jeux : Rocket League, Fortnite et Warzone avec un cash prize (dotation en argent) global de 50,000€.

## International Africa Gaming Cup
L'International Africa Gaming Cup est un tournoi international esport organisé en 2022 par NiceCactus avec le partenariat de la présidence du Bénin. Ainsi, des milliers de joueurs Africains venus de différents pays ont pu combattre sur différentes plateformes et ont pu tenter de gagner chacun des lots divers allant jusqu'à 100 000 CFA.